# Migas

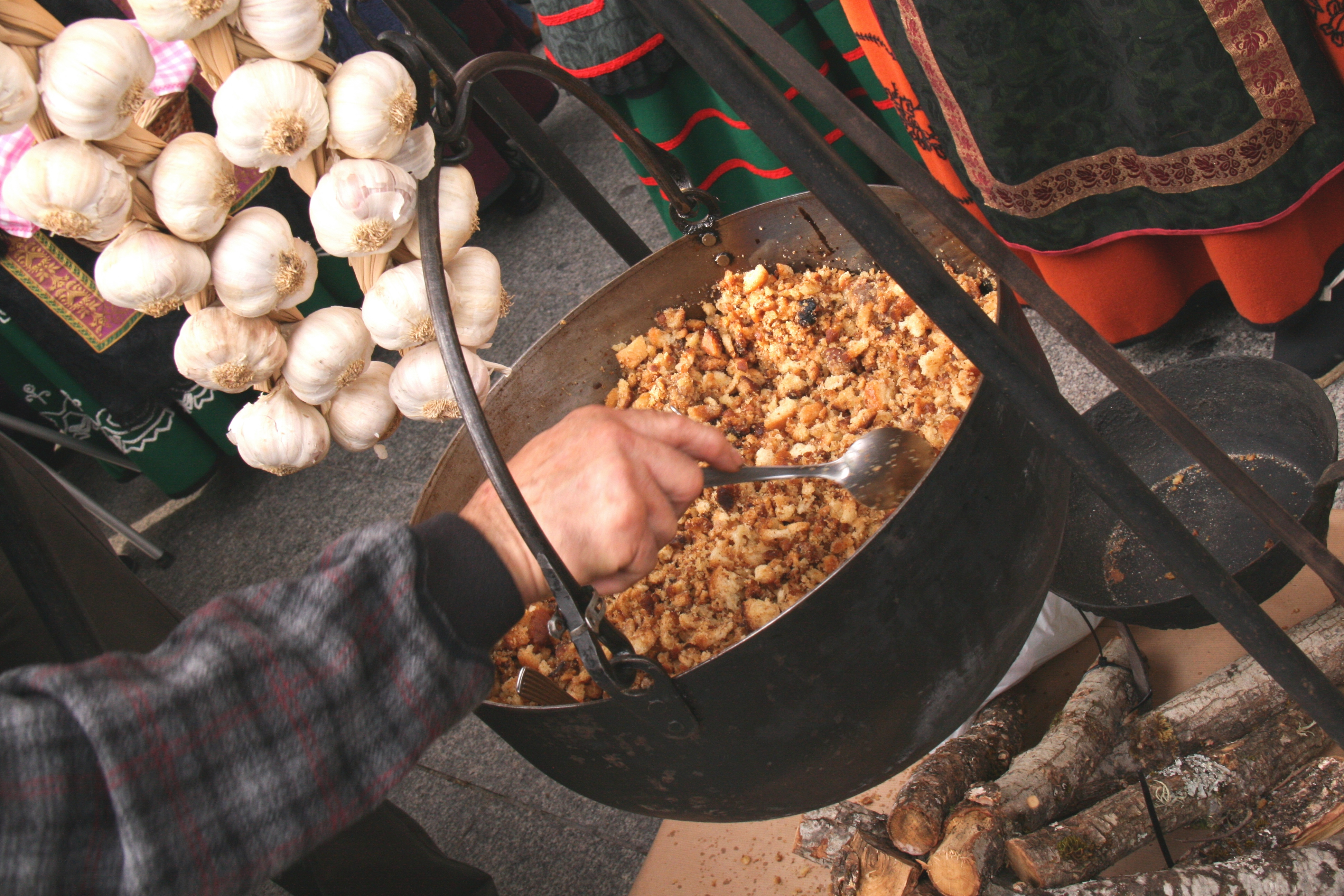
Preparação de migas.

As migas (por vezes chamadas em Espanha de migas de pastor) são um prato típico de algumas regiões da Península Ibérica, principalmente do centro e do sul, nomeadamente do Alentejo, em Portugal, e da Mancha, Múrcia, Andaluzia, Estremadura e Aragão, em Espanha. As migas mais comuns são confecionadas à base de pão, mas também existem migas de batata no Alentejo e de farinha (gatxamiga em catalão ou gachamiga em castelhano) no sudeste da Península Ibérica.
São frequentemente descritas como um prato de pastores, que aproveita sobras de pão duro. Têm muitas semelhanças com cuscuz do Norte de África, muito também porque a palavra migas quer dizer algo míudo ou muito dividido como pão picado.

## Características
Na sua versão mais simples, as migas são confeccionadas refogando pedaços de pão duro previamente humedecidos em água com azeite ou banha e alho até que fiquem dourados. No caso das migas de batata, em vez de pão são usadas batatas cozidas, que se vão desfazendo enquanto são refogadas, também pode-se fazer migas com diferentes tipos de pão, não necessariamente são sempre feitas com pão Alentejano.
No Alentejo, não é hábito misturar-se o que quer que seja com o pão ou batata no próprio recipiente em que se faz o refogado, sendo acompanhadas com carne ou de porco frita, usualmente toucinho, entrecosto ou ambos, e, por vezes, também figos ou uvas.
Em Espanha os acompanhamentos podem ser muito mais variados e misturados no recipiente do refogado. Torresmos, ovos, chouriços e pimentos fritos, sardinhas, pepino, etc. são ingredientes comuns. Há ainda migas doces, as quais podem incluir melão, uvas ou chocolate.

## Tipos de migas

### Portugal[3]

#### Miga da Cubeira (Beira Baixa)
Miga preparada com lascas finíssimas de pão caseiro seco, alho e azeite, e juntando-se no final ovos previamente batidos. Esta miga serve de acompanhamento a peixe frito, a perdizes assadas, febras de porco na brasa, lombo de porco, chouriço na brasa, cabrito assado na brasa e depois temperado com azeite e vinagre. No Rosmaninhal e em toda a zona fronteiriça, esta migas comem-se  principalmente com carne de porco assada e é acompanhada com café quente.

#### Miga Esturricada (Beira Baixa)
Esta miga tem a especificidade de ser preparada com fatias de pão alternadas com tiras de presunto e rodelas de chouriço regado com água temperada e a ferver. Serve-se ponto por cima ovos estrelados e enfeita-se com salsa.

#### Miga da Lousã (Beira Litoral)
Miga composta por broa e milho amarelo partida em bocados em camadas sucessivas e alternadas com feijão branco e grelos cozidos. Serve-se acompanhada com chouriço ou farinheira assada.

#### Migas à Alentejana(Alentejo)

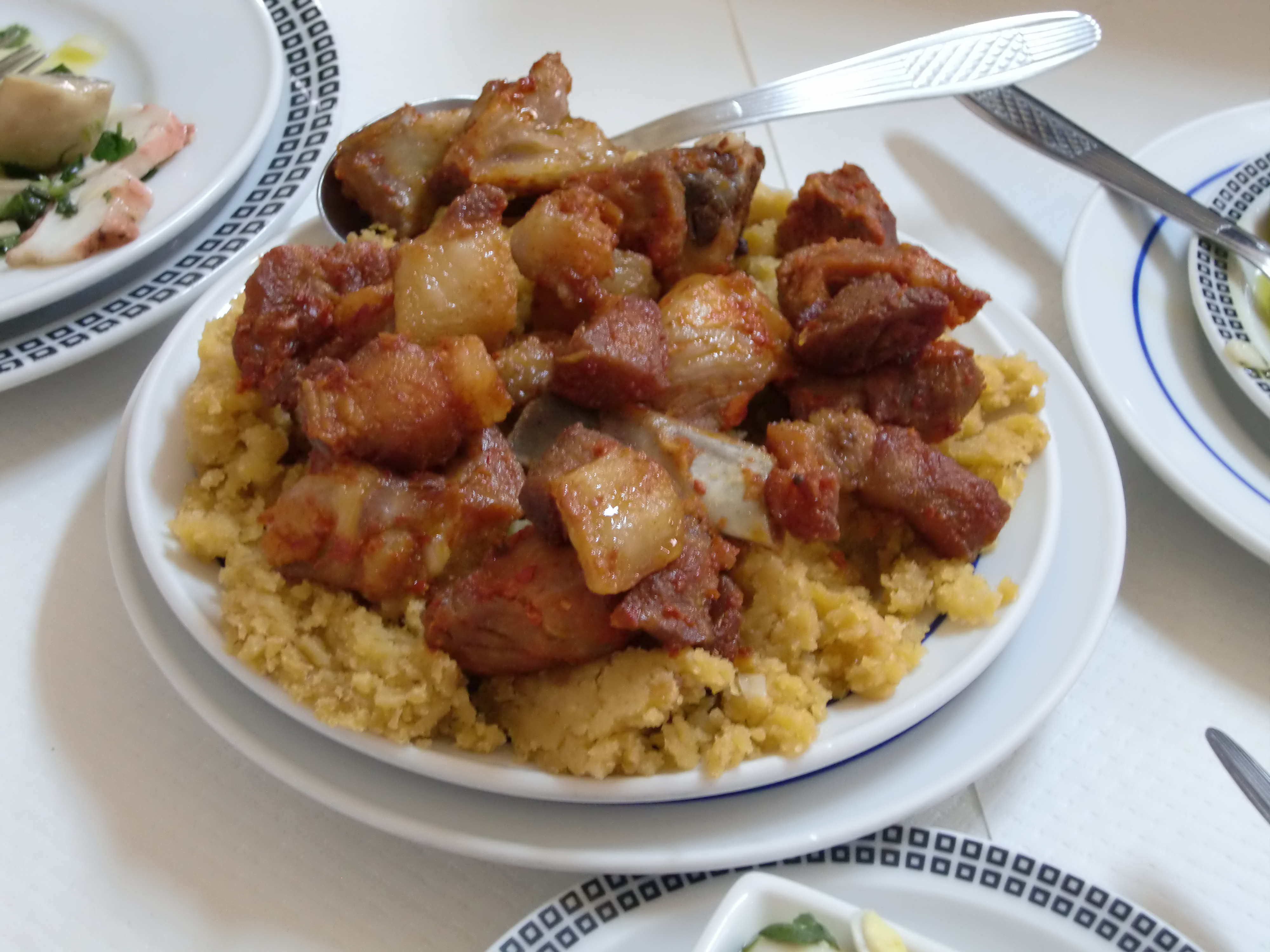
Migas alentejanas de pão com entrecosto de porco frito.

Prato típico de pão de trigo caseiro seco humedecido e frito até criar uma massa cremosa e dourada, muitas vezes feito como um acompanhamento para carnes fritas (entrecosto, lombo ou costelas de porco). Em Alter do Chão, quando as migas não se enrolam, servem-se com fatias de pão frito e  gomos de laranja.

#### Migas de Bacalhau com Poejos (Alentejo)
Prato típico da região alentejana confeccionado com fatias finas de pão embebidas, bacalhau cozido e folhas de poejo.

#### Migas de Batata (Alentejo)
Variedade de migas confeccionadas com puré de batatas cozidas acompanhado com toucinho e chouriço frito. Na região de Évora é adicionada calda de tomate durante a confecção produzindo Migas de Tomate.

#### Migas de Caldeirada de Bacalhau (Trás-os-Montes e Alto Douro)
Preparadas com fatias finas de pão de centeio e de trigo adicionadas após a cozedura do bacalhau demolhado e partido em pedaços junto com batatas cortadas em quadrados, alho e um ramo de salsa, temperado com colorau e piripiri.

#### Migas Gatas (Alentejo)
Variedade de migas confeccionada á base de fatias finas de pão amolecido em água quente. Estas migas acompanham peixe frito ou bacalhau assado na brasa e temperado com azeite e vinagre.

#### Migas Lagareiras à Lafões (Beira Alta)
Migas preparadas com bacalhau e couve troncha portuguesa cozidos. Deve ser feito com azeite novo e não deve ficar seco. Prato que se cozinha no Natal.

#### Migas à Lagareiro (Beira Alta)
Migas compostas por batatas, cebolas, repolho e bacalhau cozidos adicionando depois broa de milho esfarelada e o azeite. Prato que se cozinha nos lagares quando da preparação do azeite.

#### Migas à Manuel Pescador (Ribatejo)
Migas preparadas com bacalhau cozido previamente desfiado. Acompanham-se com enguias assadas no espeto. Estas migas fazem sempre parte das refeições das tentas e festas de campo desta região.

#### Migas de Pão de Milho (Ribatejo)
Prato confeccionado com pão de milho, alho e azeite. Comem-se do próprio tacho acompanhadas de bacalhau assado ou de sardinhas assadas e azeitonas.

#### Migas Ripadas (Trás-os-Montes e Alto Douro)
Migas preparadas com fatias grossas de pão de preferencia de centeio, azeite alho, e ovos estrelados. 

### Espanha

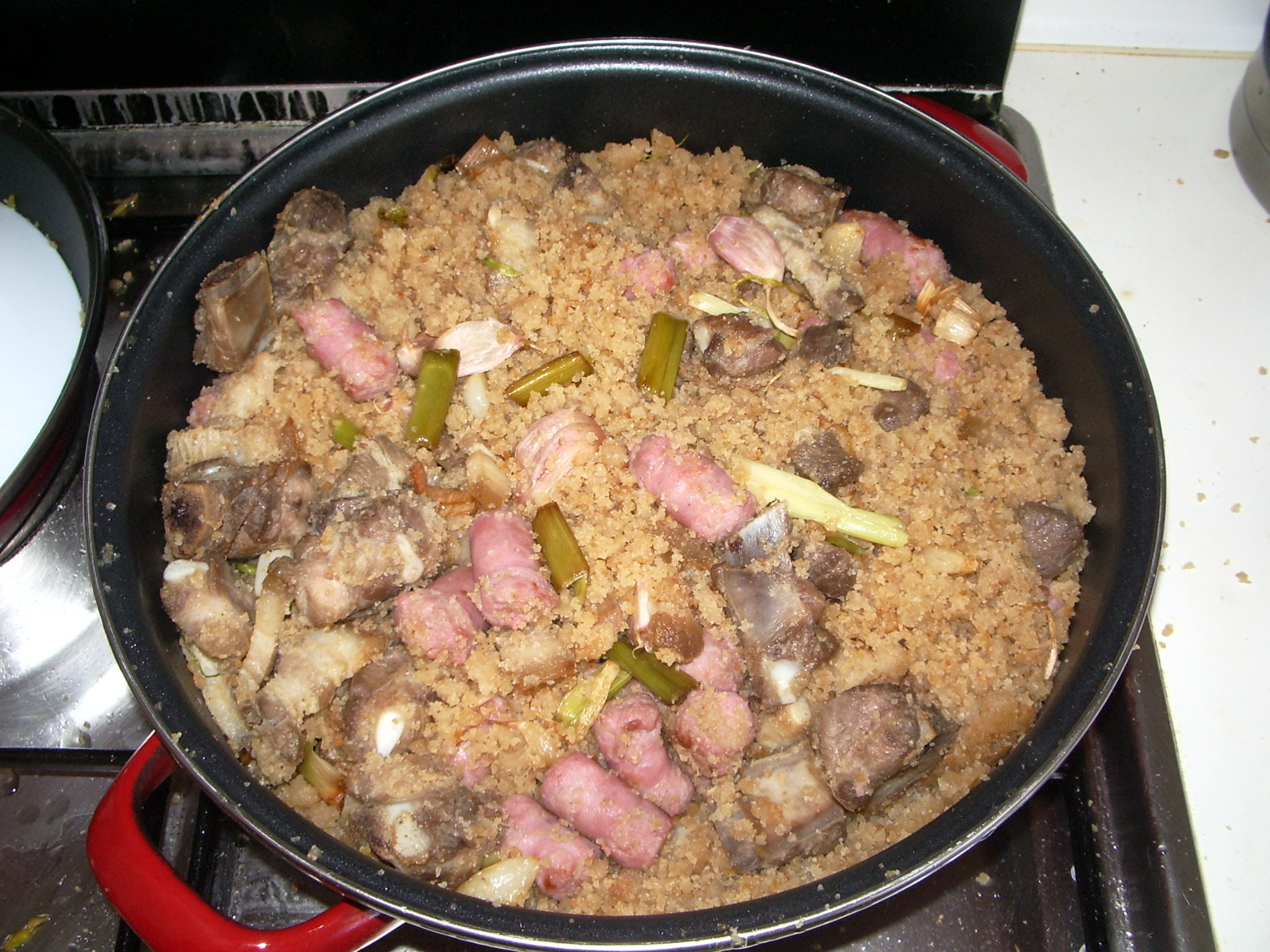
Migas ruleras ou manchegas.

- Migas manchegas ou ruleras — Típicas da Mancha, são confeccionadas com pão duro posto de molho em água durante pelo menos duas horas, azeite, linguiça, toucinho e outras carnes de porco. É usual misturar o pão molhado com um pouco de farinha. No azeite usado para fritar os alhos e as carnes deita-se uma massa de pão demolhado e escorrido, que, com lume brando vão-se virando até que fiquem "bem desmigadas" e "melosas". Chamam-se ruleras porque quando ficam prontas rolam nas superfícies inclinadas. Outros dizem que o nome vem do facto de requerem muitas voltas para serem cozinhadas. É comum comerem-se acompanhadas com fruta, como uvas, romã ou melão.
- Migas aragonesas — Era um prato tipicamente rural. São feitas com pão duro, chouriço, toucinho fresco de porco com cebola, alho, pimentão doce, sal e azeite. Servem-se acompanhadas com uvas.Migas andaluzas.

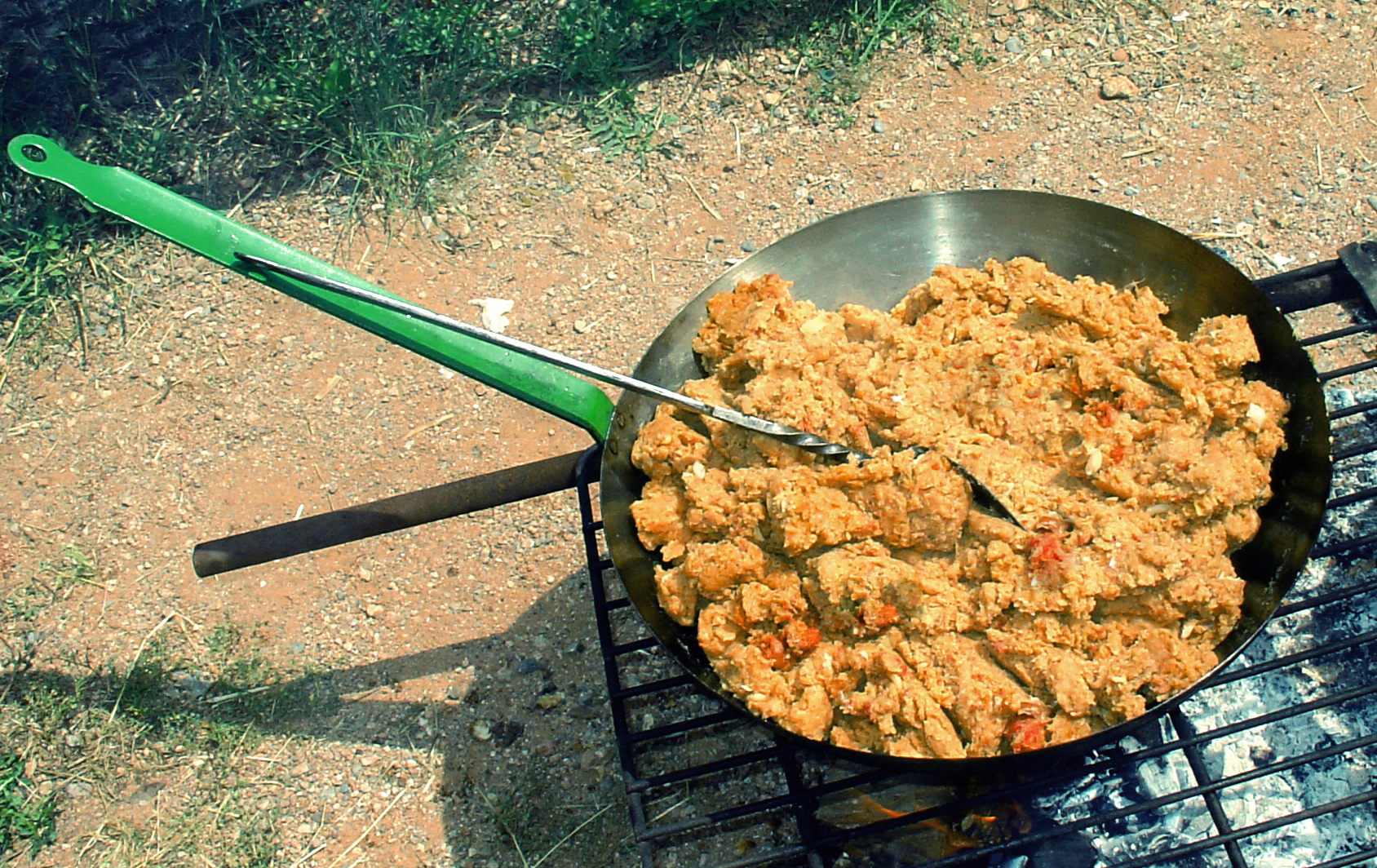
Migas andaluzas.

- Migas andaluzas — Fazem-se com pão duro, azeite e alhos, a que muitas vezes se juntam erva-doce e tiras de toucinho fritas (torreznos). Podem ser acompanhadas de pepino, azeitonas ou rabanetes. Também se podem fazer doces adicionando leite ou chocolate. Tradicionalmente era um prato principal nos meios rurais. É um refogado simples de alho, tomate, pimento e cebola a que se junta, para aproveitá-lo, o pão duro. Nas suas origens, as migas eram preparadas nos locais de trabalho. Na serra de Cádiz era um prato simples e rápido preparado pelos homens, comum entre os corticeiros durante a recolha da cortiça, dos ceifeiros e dos pastores. As migas eram cozinhadas numa sertã e uma vez prontas os trabalhadores sentavam-se à volta da sertã e dela comiam com colheres.Migas murcianas.

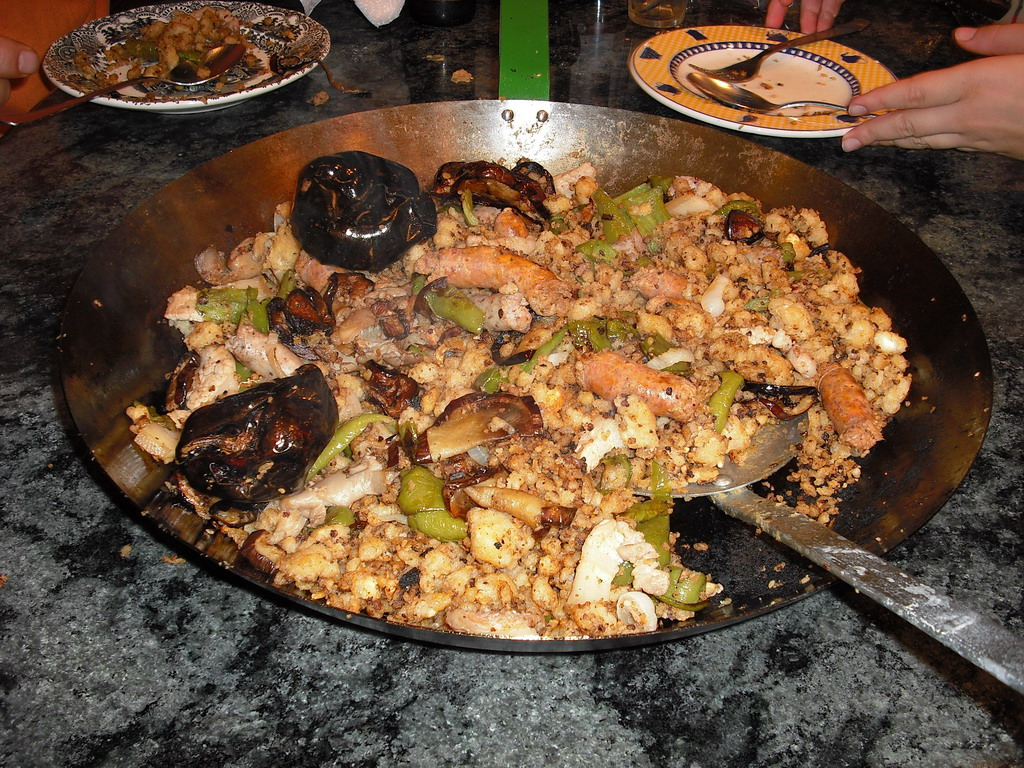
Migas murcianas.

- Migas murcianas ou gachamigas — Ao contrário das restantes, são feitas com farinha, água, óleo (de preferência azeite) e sal. Usualmente mistura-se linguiça, salsicha, ñora (ou nyora em catalão) ou toucinho. Tipicamente acompanham-se com fruta, como uva, laranja, romã ou então cebola ou azeitonas. Na zona de Archena é comum serem acompanhadas de acelgas, sardinhas ou saladas. É um prato mais comum no inverno, para dias de chuva e de matança de porco nas vésperas do Natal.

- Migas de Almeria — Fazem-se com trigo ou sémola e são acompanhadas de sardinhas, anchovas, bacalhau, pimentos fritos, tomates secos. tomates picados, beringelas fritas, tajás (pedaços de carne de porco magra, lombo e toucinho fritos), chouriço e asendría e morcela frita. Pode ainda ser acompanhada com uvas, romãs, favas, rabanetes, azeitonas, alhos frescos, etc.
- Migas estremenhas — Elaboram-se como na Andaluzia e na Mancha e geralmente acompanham-se com toucinho, chouriço, pimentos, sardinhas, etc.

## Fonte
- Texto inicialmente baseado na tradução do artigo «Migas» na Wikipédia em castelhano (acessado nesta versão).